# 1909 na arte

## Eventos
- O Museu Nacional da Coreia abre as suas portas ao público.
- Criação do Museu da Cidade de Lisboa.
- Inaugurado em 14 de julho o Theatro Municipal do Rio de Janeiro.
- 23 de setembro - O presidente do Brasil Nilo Peçanha cria os Liceus de Artes e Ofícios.

## Quadros
- La Danse - Pintura de Henri Matisse que faz parte do espólio do Museu Hermitage em São Petersburgo (Rússia).

## Nascimentos
| Data           | Nome                  | Profissão | Nacionalidade                              | Observações | Ref |
| -------------- | --------------------- | --- | ------------------------------------------ | ----------- | --- |
| 8 de fevereiro | Vincenzo Mecozzi      | pintor, desenhista e professor                                                                                | Itália                                     | m. 1964     |     |
| 12 de março    | José Antônio da Silva | pintor | Brasil                                     | m. 1996     |     |
| 4 de agosto    | Roberto Burle Marx    | arquitecto paisagista                                                                                         | Brasil                                     | m. 1994     |     |
| 15 de agosto   | Alfredo Rizzotti      | pintor, desenhista e decorador                                                                                | Brasil                                     | m. 1972     |     |
| 24 de agosto   | Ettore Federighi      | pintor | Brasil                                     | m. 1978     |     |
| 17 de setembro | Alfredo Rizzotti      | pintor | Brasil                                     | m. 1972     |     |
| 20 de setembro | Tomás Santa Rosa      | cenógrafo, artista gráfico, ilustrador, pintor, gravador, professor, decorador, figurinista e crítico de arte | Brasil                                     | m. 1956     |     |
| 26 de outubro  | Affonso Eduardo Reidy | arquitecto | Brasil                                     | m. 1964     |     |
| 26 de outubro  | Dante Quinterno       | desenhista | Argentina                                  | m. 2003     |     |
| 28 de outubro  | Francis Bacon         | pintor | Reino Unido                                | m. 1992     |     |
| 28 de outubro  | Miguel Bakun          | pintor | Brasil                                     | m. 1963     |     |
| 9 de dezembro  | António Pedro         | encenador, escritor e artista plástico                                                                        | Reino Unido de Portugal, Brasil e Algarves | m. 1966     |     |
| 25 de dezembro | Renato Cataldi        | pintor e ilustrador                                                                                           | Brasil                                     | m. 1981     |     |
| ??             | Yoshiya Takaoka       | pintor e desenhista e professor                                                                               | Japão                                      | m. 1978     |     |
| ??             | Yolanda Mohalyi       | pintora e desenhista                                                                                          | Áustria-Hungria / Brasil                   | m. 1978     |     |
| ??             | Alcides Rocha Miranda | arquiteto, pintor, desenhista, professor, pesquisador e conservador                                           | Brasil                                     | m. 2001     |     |

## Mortes
| Data           | Nome           | Profissão | Nacionalidade             | Observações | Ref |
| -------------- | -------------- | --------- | ------------------------- | ----------- | --- |
| 23 de novembro | Otto Sinding   | pintor    | Reino da Suécia e Noruega | n. 1842     |     |
| ??             | Annibale Gatti | pintor    | Itália                    | n. 1828     |     |

## Prémios
- Prémio Valmor e Municipal de Arquitectura 1909 - Miguel Ventura Terra[1].